# Obrzycko (Landgemeinde)
Die gmina wiejska Obrzycko ist eine selbständige Landgemeinde in Polen im Powiat Szamotuły in der Woiwodschaft Großpolen. Ihr Sitz befindet sich in der Stadt Obrzycko (deutsch Obersitzko). Die Landgemeinde, zu der die Stadt Obrzycko selbst nicht gehört, hat eine Fläche von 110,8 km², auf der (Stand: 31. Dezember 2020) 4498 Menschen leben.

## Geschichte
Von 1975 bis 1998 gehörte die Landgemeinde zur Woiwodschaft Posen.

## Geographie
Die Gemeinde liegt im Norden der Woiwodschaft. Das Gebiet der Landgemeinde umfasst die Stadt Obrzycko an allen Seiten.

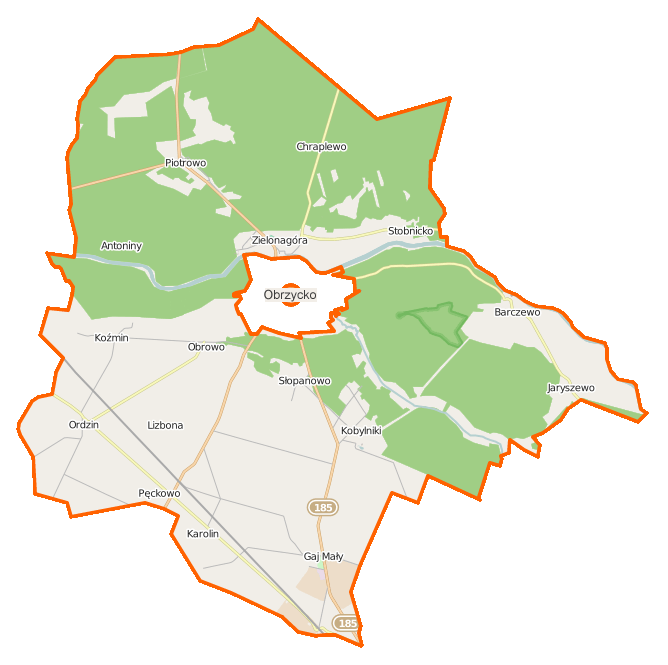
Karte der Landgemeinde

## Gemeindegliederung
Die Landgemeinde Obrzycko umfasst folgende zwölf Ortschaften (deutsche Namen – amtlich 1943 bis 1945) mit einem Schulzenamt:
- Dobrogostowo (Dobragostowo, 1943–1945 Lissabon)[2]
- Gaj Mały (Gaj Maly, 1943–1945 Karolin)[2]
- Jaryszewo (Jaryszewo, 1943–1945 Steindorf)[2]
- Kobylniki
- Koźmin (Kozmin, 1943–1945 Heidchen)[2]
- Obrowo
- Ordzin (Ordzin, 1943–1945 Trappenort)[3]
- Pęckowo (Penskowo, 1943–1945 Penskau)[3]
- Piotrowo (Piotrowo, 1943–1945 Peteraue)[2]
- Słopanowo (Slopanowo, 1943–1945 Openholz)[2]
- Stobnicko (Stobnicko, 1943–1945 Treuenheim)[2]
- Zielonagóra (Zielonagora, 1943–1945 Grünberg)[2]

Weitere Ortschaften der Gemeinde ohne Schulzenamt sind:
- Annogóra
- Antoniny
- Brączewo
- Bugaj
- Chraplewo
- Daniele
- Karczemka
- Karolin
- Lizbona
- Mędzisko
- Modrak
- Nowina
- Obrzycko-Zamek
- Słopanowo-Huby